# Höchstadt an der Aisch
Höchstadt an der Aisch (amtlich: Höchstadt a.d.Aisch) ist eine Stadt im Landkreis Erlangen-Höchstadt (Mittelfranken, Bayern).

## Geographie

### Geographische Lage
Die ehemalige Kreisstadt liegt am Rand des Steigerwaldes zwischen den Städten Erlangen und Bamberg. Durch das Gemeindegebiet fließt die Aisch. Die Gegend südlich des Hauptortes ist geprägt von zahlreichen Weiherplatten.
Nachbargemeinden sind (im Norden beginnend im Uhrzeigersinn): Hirschaid, Hallerndorf, Adelsdorf, Gremsdorf, Heßdorf, Weisendorf, Uehlfeld,  Lonnerstadt, Mühlhausen, Pommersfelden, Frensdorf.

### Gemeindegliederung
Die Gemeinde hat 25 Gemeindeteile (in Klammern ist der Siedlungstyp angegeben):
- Ailersbach (Kirchdorf)
- Antoniuskapelle (Einöde)
- Biengarten (Dorf)
- Bösenbechhofen (Dorf)
- Etzelskirchen (Pfarrdorf)
- Fallmeisterei (Weiler)
- Förtschwind (Dorf)
- Greiendorf (Dorf)
- Greienmühle (Einöde)
- Greuth (Dorf)
- Großneuses (Dorf)
- Höchstadt a.d.Aisch (Hauptort)
- Jungenhofen (Dorf)
- Kieferndorf (Dorf)
- Kleinneuses (Weiler)
- Lappach (Dorf)
- Mechelwind (Dorf)
- Medbach (Dorf)
- Mohrhof (Einöde)
- Nackendorf (Dorf)
- Saltendorf (Dorf)
- Schwarzenbach (Dorf)
- Sterpersdorf (Pfarrdorf)
- Weidendorf (Weiler)
- Zentbechhofen (Pfarrdorf)

Es gibt die Gemarkungen Biengarten, Boxbrunn (nur Gemarkungsteil 0), Etzelskirchen, Greuth, Höchstadt a.d.Aisch, Schirnsdorf (nur Gemarkungsteil 0), Schwarzenbach, Sterpersdorf und Zentbechhofen. Die Gemarkung Höchstadt an der Aisch hat eine Fläche von 15,444 km². Sie ist in 6306 Flurstücke aufgeteilt, die eine durchschnittliche Flurstücksfläche von 2449,17 m² haben.

## Geschichte

### Bis zum 19. Jahrhundert

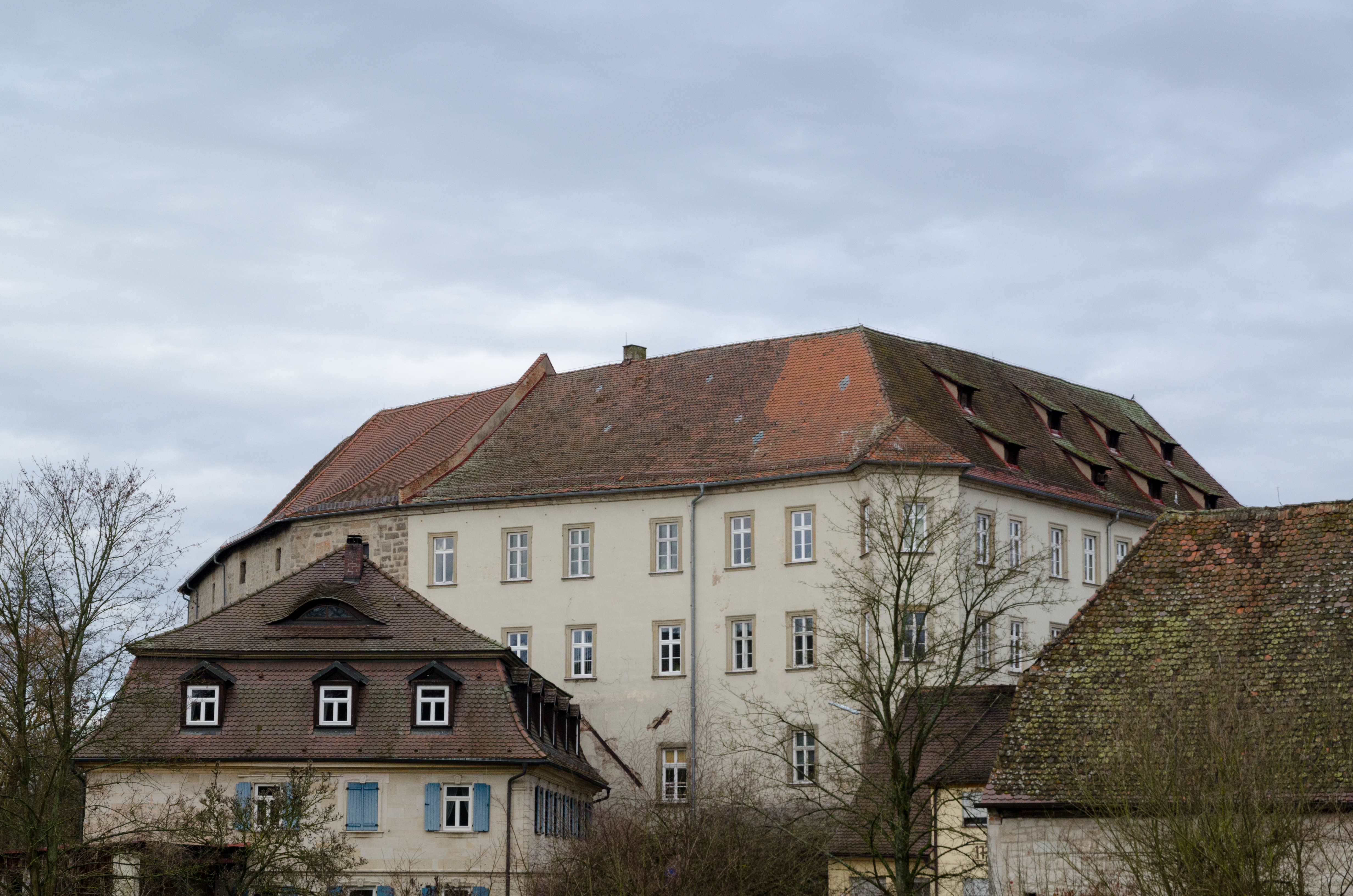
Schloss Höchstadt

Der Ort wurde ca. 800 als „Hohstete“ erstmals urkundlich erwähnt. Der Ortsname bedeutet die erhöht gelegene Wohnstätte. Im Jahr 1003 wurde Höchstadt (ursprünglich eine „hofstätte“) als Schenkung des Grafen Ezzilo von Schweinfurt an das Kloster Fulda erwähnt. Die Gründung der Stadt erfolgte an einer vorgeschichtlichen Furt über den Fluss Aisch. Um 1380 wurde Höchstadt das Stadtrecht verliehen. In der Folge wurde der Palisadenring um die Stadt durch zuletzt drei Stadtmauerringe ersetzt. An Stelle der Furt wurde Ende des 14. Jahrhunderts eine Steinbrücke gebaut, die erstmals 1391 erwähnt wurde und noch besteht. Im Dreißigjährigen Krieg wurde Höchstadt 1633 durch die Schweden völlig zerstört, es wurde später wieder aufgebaut. Sterpersdorf war bereit 1632 geplündert und gebrandschatzt worden. Während des 18. Jahrhunderts bestand im Ort ein Kapuzinerkloster, von dem sich der Fürstbischof von Bamberg eine Stärkung des Glaubens der katholischen Bevölkerung versprach. Die Stadt Höchstadt an der Aisch war bis zum Reichsdeputationshauptschluss von 1803 Sitz eines Obervogtamtes und gehörte zum Hochstift Bamberg, das ab 1500 ein Teil des Fränkischen Reichskreises war. Seit 1803 gehört der Ort zu Bayern.

### 20. und 21. Jahrhundert
In der Amtszeit von Bürgermeister Anton Schell (1951–1978) wuchs die Stadt kontinuierlich durch Industrieansiedlungen sowie Erschließung und Ausweisung großer Baugebiete in alle Richtungen. Die Zahl von etwa 2000 notariell beurkundeten Bauplatzkäufen in dieser Zeit ist ein deutliches Zeichen des Wachstums. Einen weiteren kräftigen Wachstumsimpuls brachte der doppelte Autobahnanschluss (1964).
Die Einwohnerzahl stieg im Vorkriegsvergleich um das Dreifache. Durch Eingemeindung von 23 Ortsteilen (1972 und 1978) vergrößerte sich die Gemeindefläche auf über 73 km². Neben einer umfangreichen Altstadtsanierung wurde eine Fläche von etwa 150 Hektar als Wohn- und Gewerbegebiet im Norden, Süden und Osten der Stadt zur Verfügung gestellt. Seit dem Jahr 2000 wurde ein zirka 40 Hektar großen Industrie- und Gewerbegebiet in Autobahnnähe im Osten der Stadt erschlossen.

### Eingemeindungen
Am 1. Januar 1972 verloren die Gemeinden Biengarten, Etzelskirchen, Greuth und Zentbechhofen ihre Selbständigkeit und wurden eingemeindet. Am 1. Juli 1974 kamen Teile der aufgelösten Gemeinde Schirnsdorf hinzu. Schwarzenbach und Sterpersdorf sowie der Hauptteil der aufgelösten Gemeinde Boxbrunn folgten am 1. Mai 1978.

### Ehemalige Kreisstadt Höchstadt an der Aisch
Bis zur Kreisreform im Jahr 1972 war Höchstadt an der Aisch die Kreisstadt des Landkreises Höchstadt an der Aisch im Regierungsbezirk Oberfranken. Der Landkreis erstreckte sich von Herzogenaurach bis nach Schlüsselfeld (heute Landkreis Bamberg).

### Kraftfahrzeugkennzeichen
Bis zur Kreisreform im Jahr 1972 trugen Fahrzeuge, die im Landkreis Höchstadt an der Aisch zugelassen wurden, das Kennzeichen HÖS. Danach wurde an Fahrzeuge das Zeichen ERH für den Landkreis Erlangen-Höchstadt vergeben. Seit dem 2. Februar 2015 wird daneben auch wieder das HÖS-Kennzeichen ausgegeben.

## Politik

### Stadtrat und Bürgermeister
Die Kommunalwahlen 2020, 2014, 2008 und 2002 führten zu folgenden Sitzverteilungen im Stadtrat:
|      | CSU | SPD | Junge Liste Freie Wähler (JL) Höchstadt und Umgebung e. V. | Überparteilicher Bürgerblock | Grüne | AfD | Bürgerliste | Gesamt   |
| 2020 | 9   | 2   | 8                                                          | –                            | 3     | 1   | 1           | 24 Sitze |
|      |     |     |                                                            |                              |       |     |             |          |
| 2014 | 9   | 5   | 10                                                         | –                            | –     | –   | –           | 24 Sitze |
|      |     |     |                                                            |                              |       |     |             |          |
| 2008 | 9   | 5   | 9                                                          | 1                            | –     | –   | –           | 24 Sitze |
|      |     |     |                                                            |                              |       |     |             |          |
| 2002 | 9   | 4   | 10                                                         | 1                            | –     | –   | –           | 24 Sitze |

Der getrennt gewählte Erste Bürgermeister gehört dem Gemeinderat als Vorsitzender an. Bei der Bürgermeisterwahl 2020 wurde Gerald Brehm (Junge Liste Freie Wähler) im ersten Wahlgang mit 56,24 % der abgegebenen Stimmen im Amt bestätigt. Am 17. Oktober 2023 kündigte Gerald Brehm seinen Austritt bei den Freien Wählern an. Als Grund nannte er die ideologische Entwicklung der Partei und den „Personenkult“ um Parteichef Hubert Aiwanger. Herr Aiwanger habe die Partei zu weit nach rechts geführt.

### Wappen und Flagge
Wappen
| Wappen von Höchstadt an der Aisch | Blasonierung: „In Silber eine rote Zinnenmauer, belegt mit einem gelehnten silbernen Schild, darin eine rote Fischangel; über der Mauer ein zinnengekrönter roter Rundturm mit goldener Rundbogennische, darin eine mit einer silbernen Schrägleiste überdeckter, rot bewehrter schwarzer Löwe.“                                   |
| Wappen von Höchstadt an der Aisch | Wappenbegründung: Zinnenmauer und Turm stehen für das Schloss. Der Bamberger Löwe verweist auf die Hochgerichtsbarkeit des Hochstifts Bamberg im Schild. Die Fischangel ist dem Wappen des Bischofs Lamprecht von Brunn (1374–1398) entnommen. Höchstadt führt seit dem 14. Jahrhundert ein Wappen, seit 1836 in der heutigen Form |

Flagge
Die Gemeindeflagge ist weiß-rot.

### Städtepartnerschaften
Höchstadt an der Aisch unterhält Partnerschaften zu folgenden Städten:
- Kranichfeld (seit 1991)
- Castlebar (seit 2000)
- Krasnogorsk (seit 2003)

## Bildung
Die Stadt hat einige Schulen und mehrere Berufsschulen. Von 2012 bis 2015 gab es in Höchstadt die Fachoberschule im Aischgrund, welche einen sozialen und einen wirtschaftlichen Zweig anbot.
Ebenfalls gibt es eine Fachakademie für Sozialpädagogik, eine Volkshochschule, eine städtische Musikschule und eine Kunstschule.

### Allgemeinbildenden Schulen
| Schule                                                   | Bild | Schulart                          | Anzahl Schüler (Schuljahr 2021/22) | Angebotene Schulabschlüsse                                       | Klassen-stufen | Zweige/Sprachenfolge |
| -------------------------------------------------------- | ---- | --------------------------------- | ---------------------------------- | ---------------------------------------------------------------- | -------------- | --- |
| Anton-Wölker-Grundschule (mit Außenstelle Etzelskirchen) |      | Grundschule                       | 311                                |                                                                  | 1–4            | |
| Grundschule Höchstadt a.d.Aisch-Süd                      |      | Grundschule                       | 209                                |                                                                  | 1–4            | |
| Don-Bosco-Schule Höchstadt                               |      | sonderpädagogisches Förderzentrum | 238                                | Hauptschulabschluss                                              | 1–9            | |
| Ritter-von-Spix-Schule                                   |      | Mittelschule                      | 628                                | (qualifizierender) Hauptschulabschluss, Mittlerer Schulabschluss | 5–9/10         | |
| Staatliche Realschule Höchstadt                          |      | Realschule                        | 852                                | Mittlerer Schulabschluss                                         | 5–10           | künstlerischer Zweig; BWR-Zweig; mathematischer Zweig; französischer Zweig;                                                |
| Gymnasium Höchstadt                                      |      | Gymnasium                         | 1178                               | Mittlerer Schulabschluss, Abitur                                 | 5–12 (13)      | naturwissenschaftlich-technologisches und sprachliches Gymnasium (Englisch – Latein/ Französisch – Italienisch – Spanisch) |

## Wirtschaft und Infrastruktur

### Verkehr
- Durch Höchstadt/Aisch führt die Bundesstraße 470; weiterhin besteht Anschluss an die Autobahn A 3 mit den Anschlussstellen Höchstadt-Ost und Höchstadt-Nord.
- In Höchstadt beginnt die Bundesstraße 505. Sie führt von der Anschlussstelle Pommersfelden der A 3 nach Bamberg und ist eine wichtige Umleitungsstrecke zwischen der A 73 (Nürnberg-Suhl) und der A 3 (Würzburg-Nürnberg).
- Bis 1984 war Höchstadt über die Bahnstrecke Forchheim–Höchstadt an das Schienennetz der Deutschen Bahn angeschlossen. Seither liegt der nächstgelegene Bahnhalt rund 5 km nordwestlich in der Nachbargemeinde Mühlhausen (Mittelfranken) an der Bahnstrecke Frensdorf–Schlüsselfeld.
- In Höchstadt/Aisch endet der Fernwanderweg Rangau-Ostweg. Durch die Stadt verläuft die Rangau-Linie des Main-Donau-Weg.
- Durch Höchstadt/Aisch führt der Aischtalradweg von Rothenburg ob der Tauber nach Bamberg. Bei Höchstadt/Aisch kann die Tour zunächst entlang der Aisch und später am Main-Donau-Kanal bis Bamberg fortgesetzt werden (102 km).

### Ansässige Unternehmen
Die wichtigste industrielle Ansiedlung ist ein Zweigwerk der Schaeffler Technologies GmbH & Co. KG. Im Jahr 1952 wurde der Betrieb in einer kleinen Baracke mit 14 Mitarbeitern aufgenommen. Am Standort Höchstadt sind insgesamt 1700 Arbeitskräfte beschäftigt.

## Kultur und Sehenswürdigkeiten

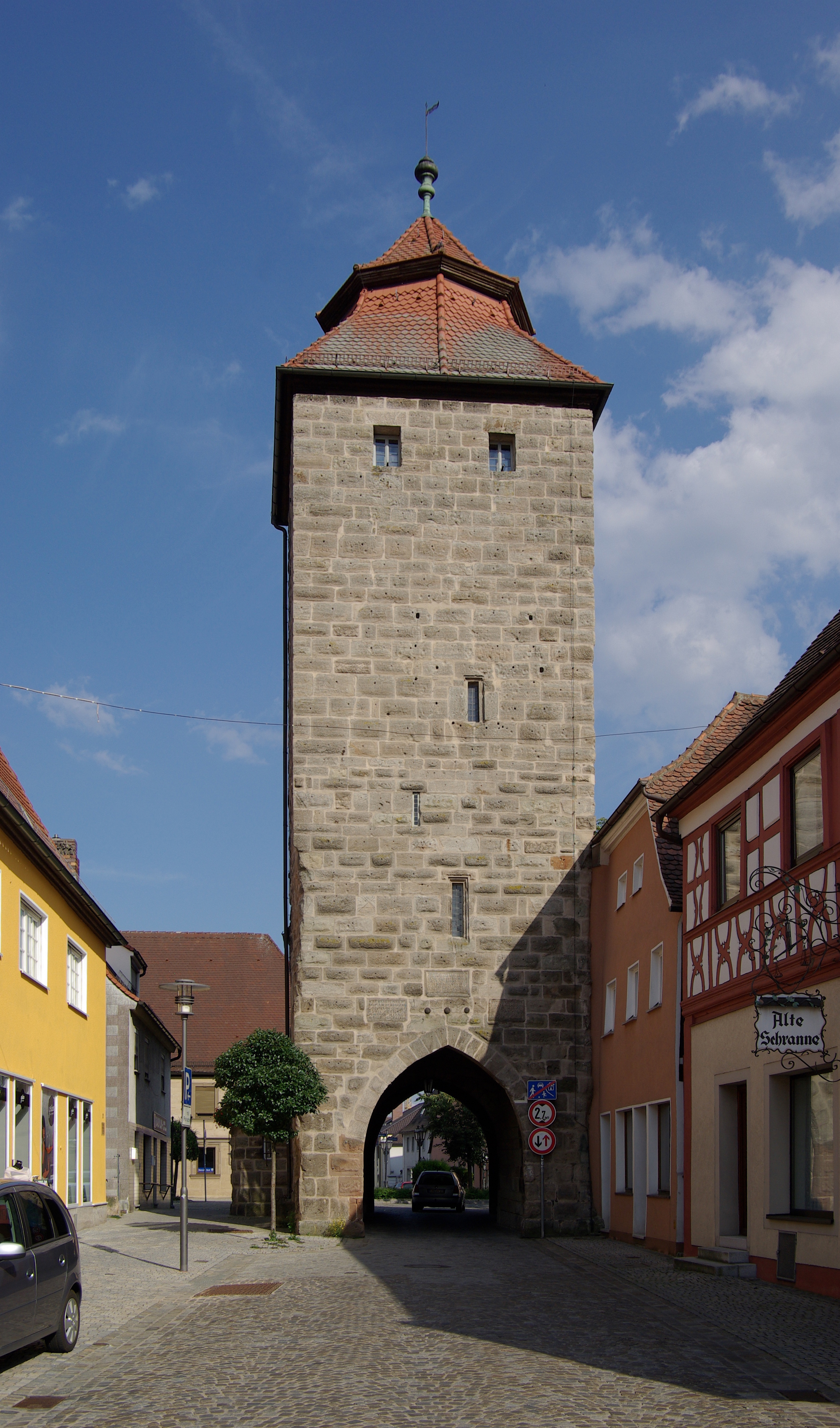
Mittelalterlicher Stadtturm

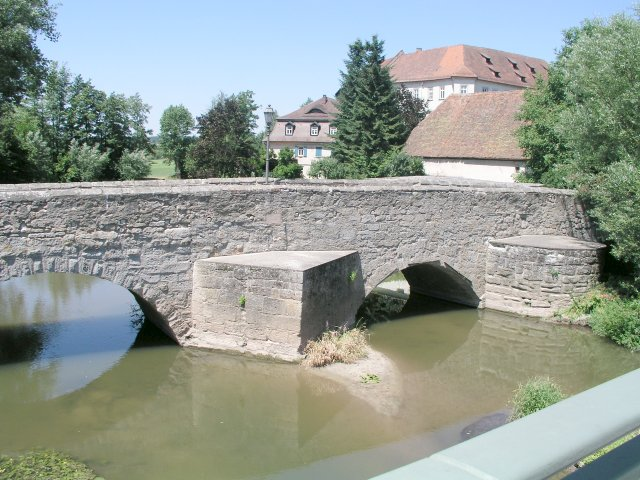
Mittelalterliche Aischbrücke mit Stadtschloss

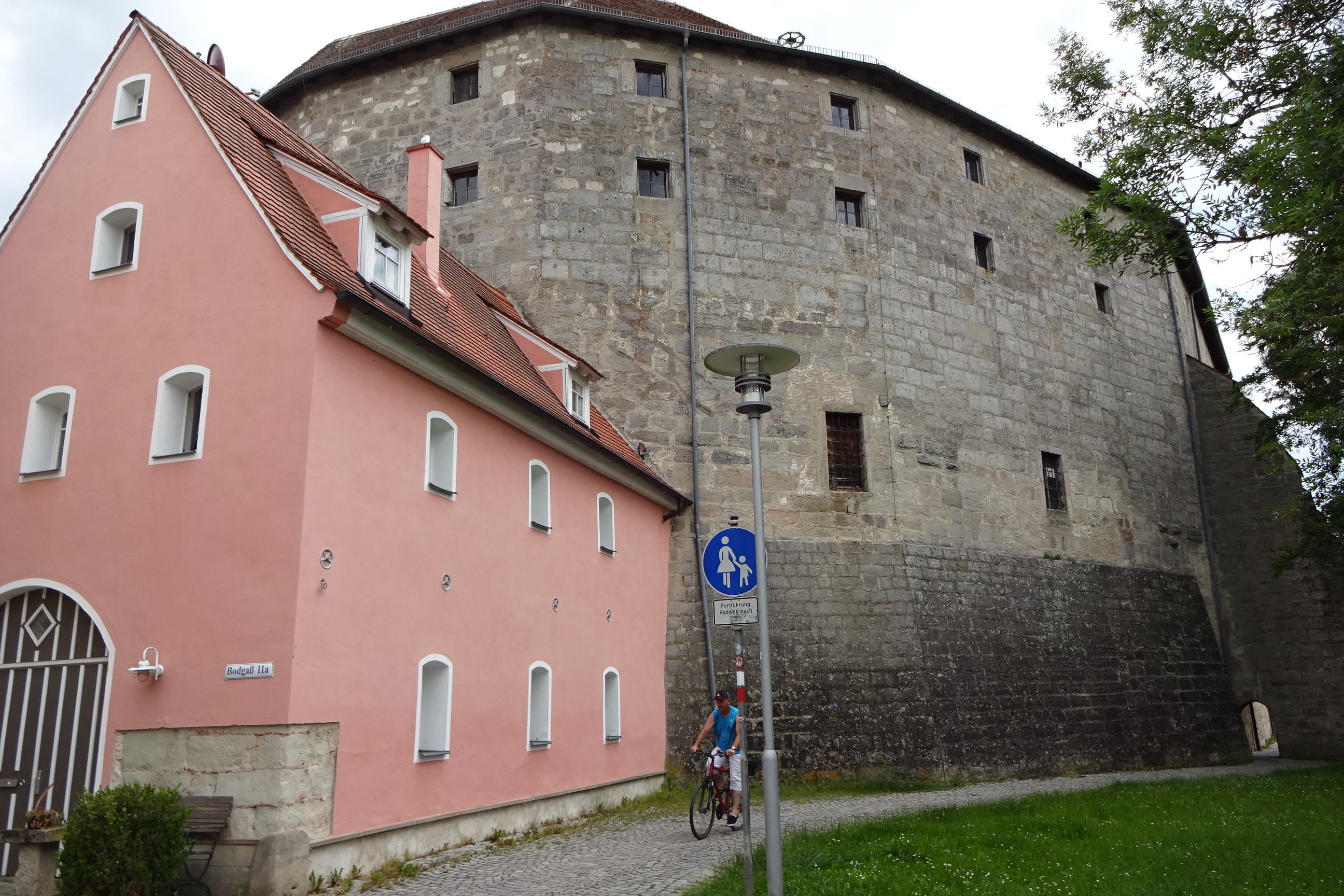
Badgasse mit Schloss

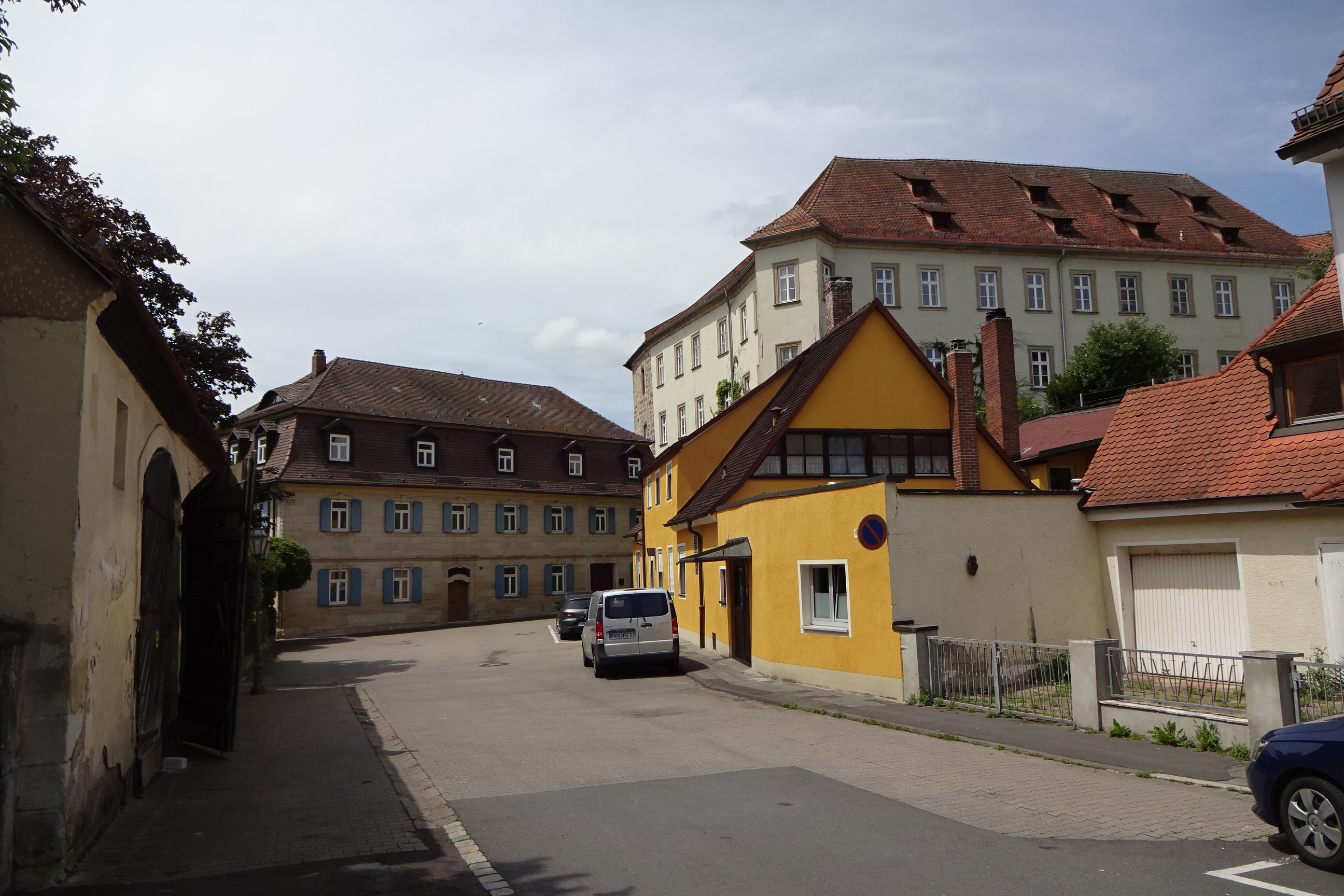
Schloss mit Stadtmühle

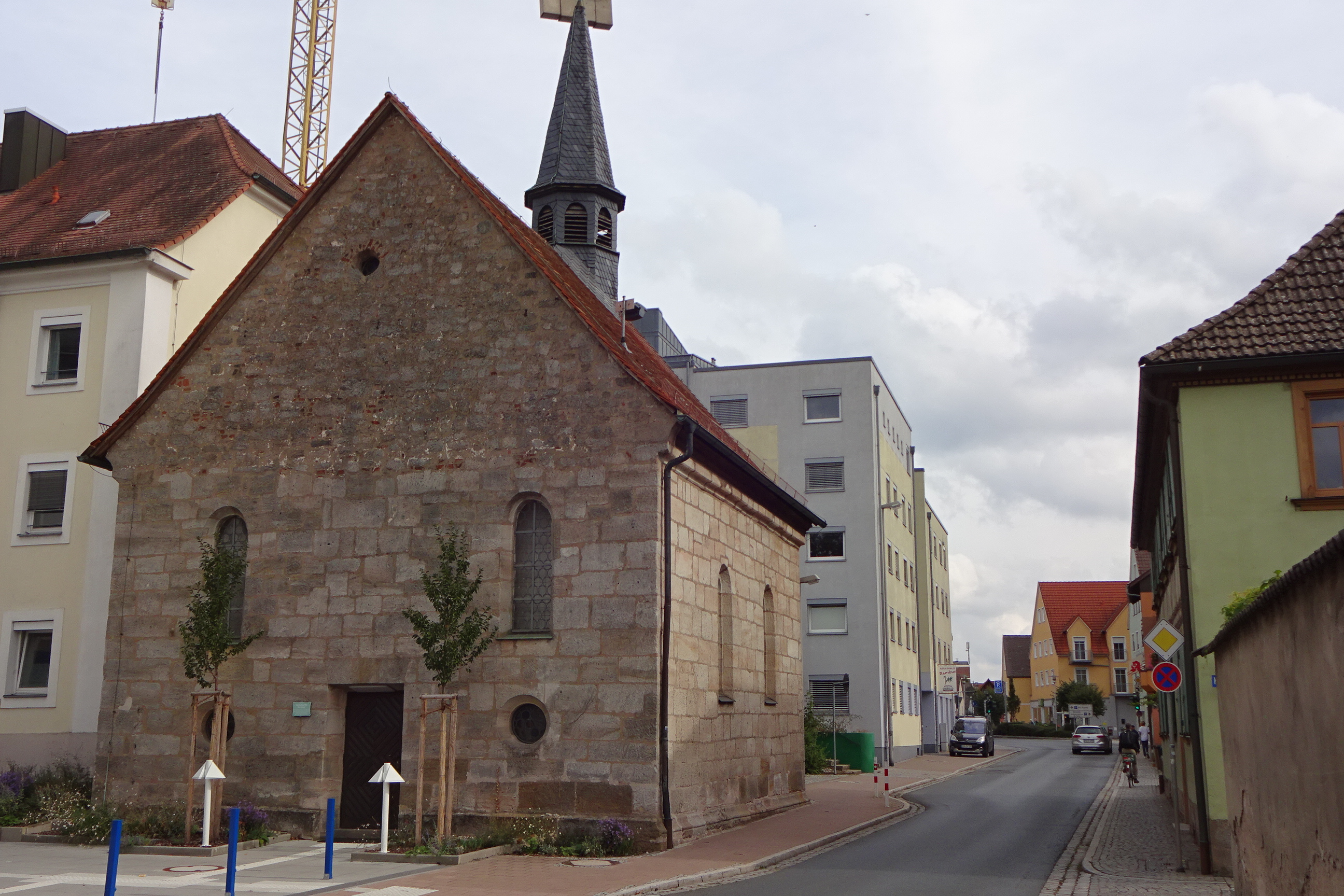
Spitalkirche St. Anna von 1513

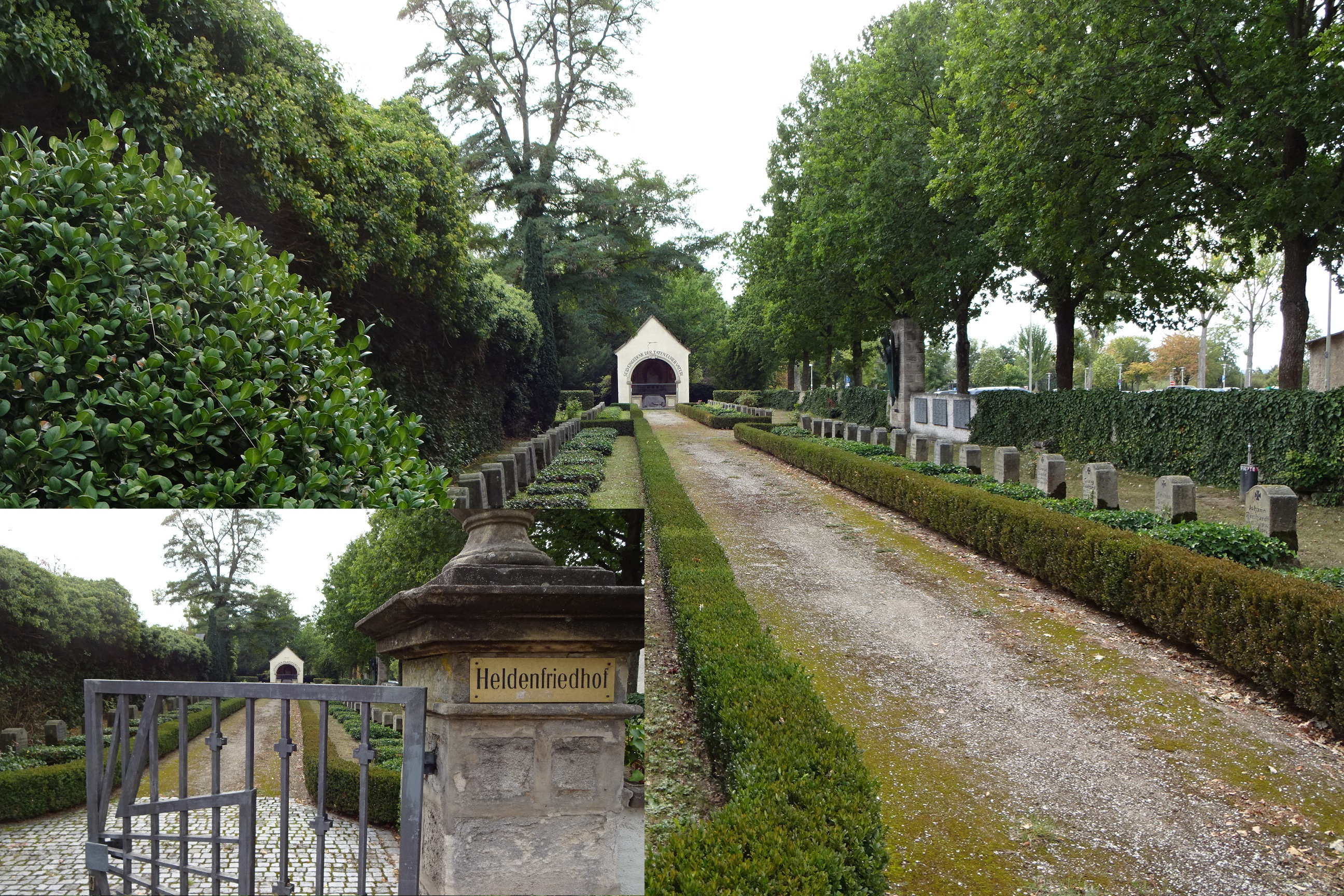
Helden-Friedhof

### Kulinarische Spezialitäten
In den zahlreichen umliegenden Weihern wird intensiv Teichwirtschaft betrieben. Der Aischgründer Spiegelkarpfen ist eine überregional bekannte Spezialität, die in der Regel gebacken oder blau (gekocht) zubereitet wird.

### Bauwerke
- In der kleinen historischen Altstadt steht die katholische Kirche St. Georg, erbaut Ende des 14. Jahrhunderts, mit Ton-Ölberg aus dem Jahr 1540. In der Kirche wird eine klassizistische Monstranz aus dem Nachlass von Johann Baptist Ritter von Spix aufbewahrt.
- Am zentralen Marktplatz stehen das Rathaus, ein Brunnen, ein Spix-Denkmal[23] und das Alte Rathaus mit dem Heimatmuseum.

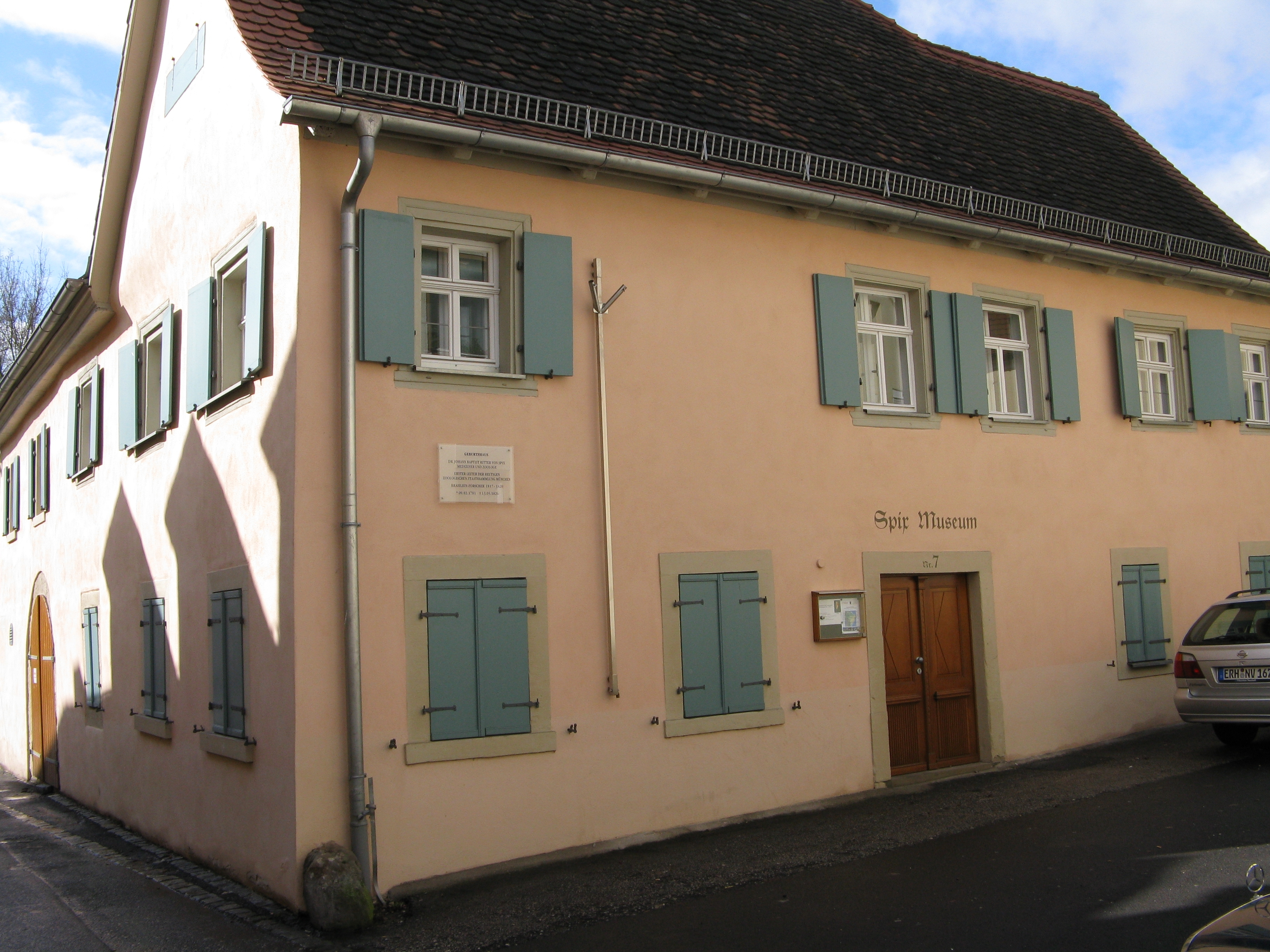
Geburtshaus von Johann Baptist Ritter von Spix, in dem sich jetzt das entsprechende Museum befindet

- Geburtshaus von Johann Baptist Ritter von Spix, in dem sich jetzt das entsprechende Museum befindetDas Spix-Museum, Badgasse 7, befindet sich im Geburtshaus von Johann Baptist von Spix. Die Ausstellung darin wurde 2019 weitgehend neu gestaltet.[24]
- Höchstadter Schloss, ein barockes Schloss der Bamberger Fürstbischöfe. Das Gebäude erbaute 1713 Johann Dientzenhofer unter Fürstbischof Lothar von Schönborn.
- Weitere Sehenswürdigkeiten sind die Alte Aischbrücke, der Stadtturm, der an der Aisch gelegene Stadtpark (Engelgarten) und die historische Stadtmauer.

#### Der Kellerberg
Die Höchstadter Kelleranlage entlang der Staatsstraße 2763 hat insgesamt 26 Eingänge. Von diesen geht ein wahres Labyrinth von Stollen und Gängen ab, sie ähnelt damit einer Bienenwabe. Das Kellersystem ist mehrstöckig aufgebaut und weitverzweigt. Von den Hauptstollen abgehend wurden nochmals etwa 218 Lagerkeller in den Fels gehauen. Die Gesamtlänge aller Kellergänge liegt bei über 2000 Meter.
Die meisten Keller wurden von den ortsansässigen Hausbrauern geschaffen. Ein kleiner Teil der Keller wurde von den Höchstadter Brauereien in den Fels gehauen.
Am Kellerberg gibt es 22 Kellerhäuschen. Die meisten von ihnen gehören sogenannten Kellergemeinschaften.

#### Fortuna Kulturfabrik
Die seit dem ausgehenden 19. Jahrhundert ansässige Schuhindustrie hat weitgehend an Bedeutung verloren. Die Fortuna-Manz-Schuhfabrik zog im Jahr 2004 in die Nachbargemeinde. Das Gebäude blieb als Industriedenkmal erhalten und wurde in die Fortuna-Kulturfabrik umgebaut. Dort befinden sich ein großer Konzertsaal, ein Jugendtreff, eine Bücherei, Cafés, die Musikschule, die Volkshochschule und andere Einrichtungen.
Regelmäßig finden Veranstaltungen wie Konzerte, Kabarett/Comedy, Lesungen etc. statt, die meist von ortsansässigen Vereinen und Arbeitskreisen gestaltet und durchgeführt werden. Auch hochrangige Künstler treten in der Fortuna-Kulturfabrik auf. Besonders die Veranstaltungsreihe Lachnacht ist stets mit bekannten Comedians/Kabarettisten besetzt.

#### Antoniuskapelle

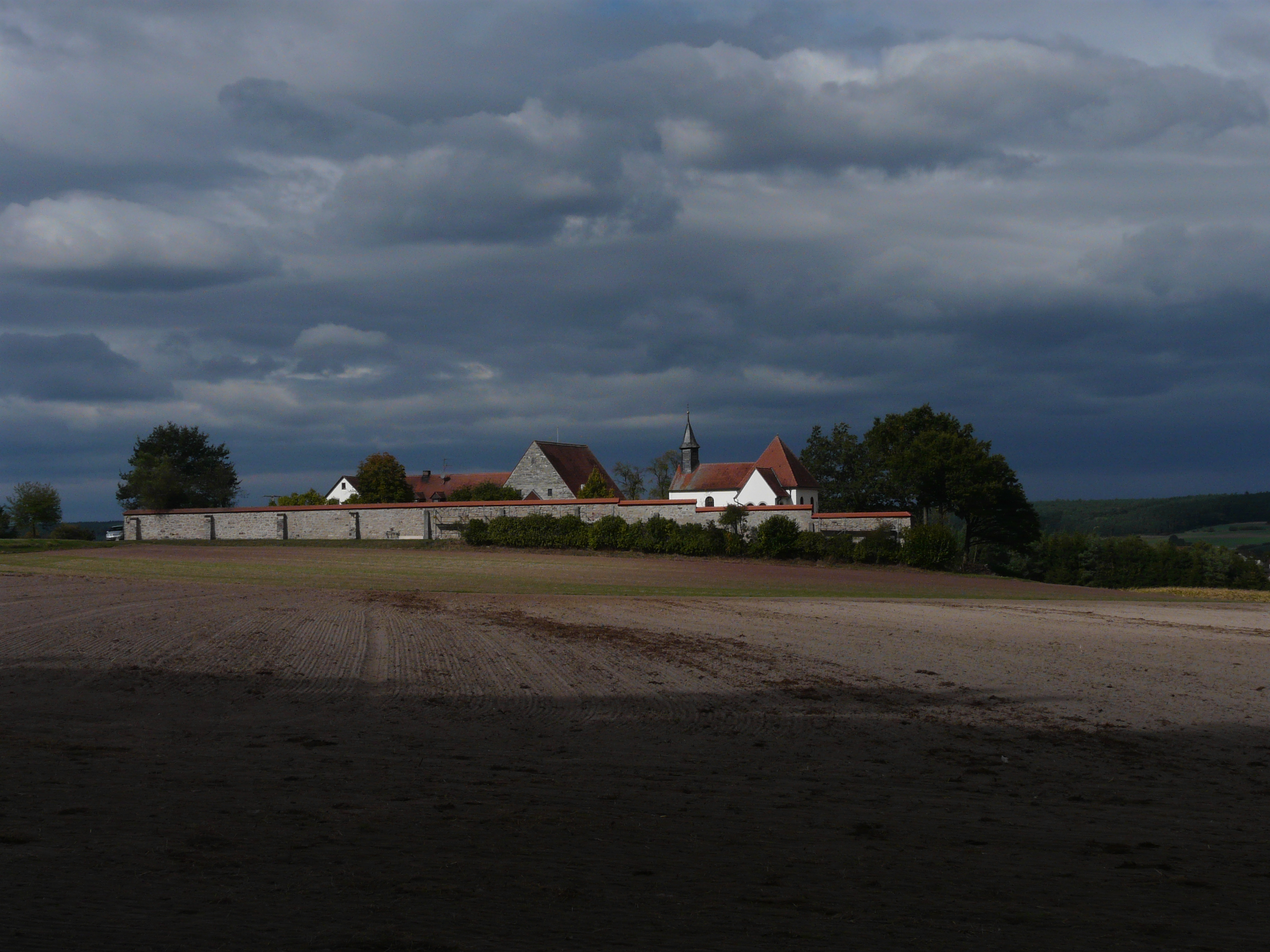
Antoniuskapelle (Höchstadt an der Aisch), 2009

Der Gemeindeteil Antoniuskapelle liegt auf dem Lauberberg. Die Kapelle (Koordinaten) wird in einer Urkunde von 1489 erstmals erwähnt.

### Veranstaltungen
In Höchstadt finden regelmäßig Kulturwochen und Kulturnächte statt, bei denen auch hochrangige Künstler zu Gast sind. Veranstaltungsort ist meist die Fortuna Kulturfabrik.
Young & Free, das größte deutsche Schülerfestival (2003 weit über 40.000 Schüler), wurde in Höchstadt entwickelt und fand 2003 und 2004 auf den Aischwiesen statt. Ab 2005 findet es an unterschiedlichen Orten statt, wie z. B. im Münchener Olympiastadion.
Des Weiteren findet jedes Jahr das Schlosshof-Festival, ein Folkmusikfest verbunden mit einem Mittelaltermarkt, im Schlosshof statt.
Seit 2013 findet in Höchstadt am Freibad die Daycation statt, ein Electronic Musikfestival mit meist national und international bekannten Akts.
- Altstadtfest
- Kirchweih
- Themennächte
- Weihnachtsmarkt

### Sonstiges
In Höchstadt an der Aisch ist eines der letzten deutschen Vorkommen der in Gewässern lebenden fleischfressenden Pflanzenart Bremis Wasserschlauch zu finden.

## Persönlichkeiten

### Söhne und Töchter der Stadt
- Jakob Koppel Fränkel (1600–1670), Privatbankier und Hoffaktor
- Nikolaus Haas (1779–1855), katholischer Geistlicher, Historiker, Landtagsabgeordneter und Deputierter für die Ständeversammlung
- Johann Baptist von Spix (1781–1826), deutscher Naturwissenschaftler
- Leonhard Romeis (1854–1904), Architekt und Professor an der Kunstgewerbeschule in München
- Georg Karl Schätzel (1875–1934), Mitglied der Bayerischen Volkspartei (BVP), war Reichsminister für das Postwesen von 1927 bis 1932 und gehörte drei Kabinetten an.
- Pankraz Habruner (1880–1964), Landrat des Landkreises Rosenheim
- Alois Reinhardt (* 1961), ehemaliger Fußball-Nationalspieler
- Florian Höfner (* 1982), Jazzmusiker
- Martin Grau (* 1992), ehemaliger Leichtathlet

### Mit Höchstadt verbunden
- Andreas Schellhorn (1761–1845), Dichter, Sprachwissenschaftler und Politiker, wirkte ab 1800 als Pfarrer in der katholischen Pfarrkirche und ist in Höchstadt gestorben.